# Герб Бобровицького району
Герб Бобро́вицького райо́ну — офіційний символ Бобровицького району Чернігівської області, затверджений 28 грудня 2011 року рішенням Бобровицької районної ради.

## Опис
На червоному щиті дві золоті шаблі зі срібними руків'ями в косий хрест. На зеленій трикутній главі золотий бобер тримає срібну галузку.
Комп'ютерна графіка — К. М. Богатов.